# 北马里亚纳群岛17岁以下足球代表队
北马里亚纳群岛17岁以下足球代表队是北马里亚纳群岛的U-17足球队，隶属于北马里亚纳群岛足球协会。该队不是国际足联成员，因此没有资格参加国际足联U-17世界杯。

## 参赛记录

### 国际足联U-17世界杯
- 1985到2021 - 非国际足联成员，不合格

### 亞足聯U-17亞洲盃
- 1985 到 2012 - 未进入
- 2014 到 2018 - 未获得参赛资格